# 조지프 리스터

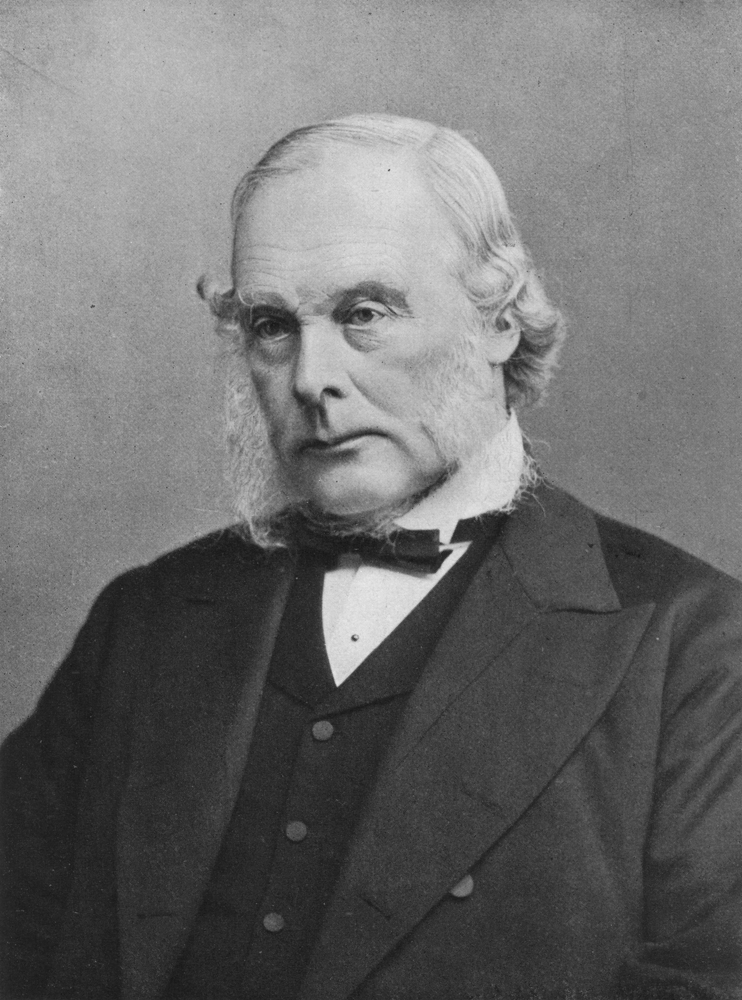
조지프 리스터 (1902년)

리스터오브라임리지스 남작 조지프 리스터(영어: Joseph Lister, Baron Lister of Lyme Regis, OM, PC, FRS, 1827년 4월 5일 ~ 1912년 2월 10일)은 영국의 외과의사이다.
유니버시티 칼리지 런던(UCL)에 있는 동안 무균수술법을 확립하였고, 혈액·염증 등의 응고에 관한 중요한 관찰로 현대 외과 수술에 혁명을 가져다 주었다. 무균수술법이 나오기 전에는 아주 간단한 수술도 감염증을 일으켰고, 수술 환자의 50% 정도가 사망했다.
1867년에 펴낸 저서에서 방부의 체계에 대해 서술하였다.

## 서훈
- 1883년 준남작 서임
- 1897년 남작으로 승작
- 1902년 메리트 훈장(OM)

## 같이 보기
- 이그나츠 제멜바이스
- 리스테린